# Myszkowice (Slezské vojvodství)
Myszkowice je vesnice v Polsku, ve Slezském vojvodství, okres Będzin, gmina Bobrowniki. Součástí Myszkowic je malá kolonie Łubianki.

## Historie
V roce 1223 ves patřila pod farnost v Siomoni.(Jiný zdroj uvádí, že patřila pod farnost sv. Jakuba v Sączowě) . V roce 1340 platila desátek klášteru na Zwierzyńcu.
Název města (v polatinštěném tvaru) Myszlkowycze zmiňuje v letech 1470–1480 Jan Długosz v knize Liber beneficiorum dioecesis Cracoviensis. Název města patří do skupiny patronymických názvů a pochází od příjmení Jana Myslkowského z šlechtického rodu Pilawů, jehož Długosz uvádí jako majitele vsi.
- V letech 1975–1998 bylo území vesnice začleněno pod vojvodství Katovice.

- V roce 1919 byl založen hasičský sbor.

| rok  | počet obyvatel | zdroj |
| ---- | -------------- | ----- |
| 1887 | 302            | [ 2 ] |
| 1896 | 295            | [ 2 ] |
| 1939 | 388            | [ 2 ] |
| 1972 | 401            | [ 2 ] |